# Tim Hansen
Tim Hansen (* 1989) ist ein ehemaliger deutscher Filmschauspieler aus Hamburg.

## Leben und Wirken
Tim Hansen war ab 1999 als Kinderdarsteller tätig. So spielte er 2001 „Krumbiegel“ in Emil und die Detektive. Er wirkte danach noch bis 2006 mit kleineren Rollen in Fernsehproduktionen und Werbespots mit und hatte 2011 seinen letzten Einsatz in einer Folge von Die Pfefferkörner.

## Filmografie (Auswahl)
- 1999–2011: Die Pfefferkörner (Fernsehserie, 2 Folgen)
- 2001: Emil und die Detektive
- 2002–2005: Großstadtrevier (Fernsehserie, 2 Folgen)
- 2003: Die Rettungsflieger (Fernsehserie, eine Folge)
- 2005: Der Feigling (Kurzfilm)
- 2006: Krimi.de (Fernsehserie, eine Folge)